# 沃納·理查德·海曼
沃納·理查德·海曼（Werner Richard Heymann，1896年2月14日—1961年5月30日），為德國柯尼斯堡出身的電影配樂作曲家。
生涯中共獲得4次奧斯卡金像獎電影配樂提名，且為1960年第10屆柏林國際影展評審團成員。

## 生平
受音樂家雙親的影響，海曼小時便開始學習音樂。而在八歲那年海曼開始嘗試創作、並於十二歲成為管弦樂團成員。
1912年海曼前往柏林發展，當時多寫些曲風較嚴肅或卡巴萊類型的音樂。隨後轉往電影配樂界發展，其中1929年德國史上第一部推出的有聲電影《旋律之心》（Melodie des Herzens）之配樂便出自於海曼之手。而海曼在電影配樂上採用歌劇般的風格為當時的影劇界帶來影響，諸如他在1930年電影《來自加油站的三人》（Die Drei von der Tankstelle）、或1931年的《會議謾舞》（Der Kongreß tanzt）的配樂表現上。
因海曼有著猶太血統，在納粹在德國掌權後，海曼在1933年前往法國巴黎定居，此期間也曾短期前往好萊塢工作。其中在1940年代期間他為電影《不可言喻的感受》（That Uncertain Feeling）、《生存還是毀滅》（To Be or Not to Be）等其它共四部電影配樂都曾獲得奧斯卡金像獎提名。
在二次大戰結束後，海曼於1951年返回德國，並與女明星伊莉莎白·米爾伯格（Elisabeth Millberg）結婚，此亦為他個人生平的第四度婚姻。1961年5月30日海曼則於慕尼黑離世，其遺體同樣葬於慕尼黑一帶的墓園。

## 外部連結
- （德文）沃納·理查德·海曼官方網站 （页面存档备份，存于）